# Ait Majden
Ait Majden  (in arabo أيت ماجدن‎?) è un centro abitato e comune rurale del Marocco situato nella provincia di Azilal, regione di Béni Mellal-Khénifra. Conta una popolazione di 17 572 abitanti (censimento 2014).